# Am Rande der Nacht
Am Rande der Nacht (Originaltitel: Tchao pantin) ist ein französisches Filmdrama von Claude Berri aus dem Jahr 1983.

## Handlung
Lambert war einst Polizist bei der Drogenfahndung. Nach dem Tod des Sohnes und der Scheidung von seiner Frau gab er seine Arbeit auf und arbeitet seither als Tankstellenwart, ist über die Jahre vereinsamt und trinkt. Eines Tages lernt er den jungen Youssef Bensoussan kennen, der ihn immer häufiger aufsucht, stets ein anderes gestohlenes Motorrad dabei hat und sich mit Lambert anfreundet. Er erzählt ihm, dass er in einer Bar arbeitet, obwohl er in Wirklichkeit Drogendealer ist. Als Lambert ihn eines Tages einen Joint rauchen sieht, versetzt er ihm eine Ohrfeige. Bensoussan reagiert wütend, habe Lambert doch mit dem Alkohol seine eigene Droge.
Als Bensoussan eines Tages heimlich mit dem Motorrad seines Chefs Rachid unterwegs ist, lernt er die junge Punkerin Lola kennen, die er mit auf eine Spritztour nimmt. Beide verabreden sich für ein neues Treffen. Lambert rät ihm von Lola ab und verbietet ihm, mit Rachids Motorrad zum Treffpunkt zu fahren. Bensoussan bricht mit ihm, will er sich doch keine Vorschriften machen lassen. Am Ende versetzt Lola ihn und Rachids Männer schlagen Bensoussan zusammen, weil er unerlaubt mit Rachids Motorrad unterwegs war. Weil Bensoussan nicht mehr an der Tankstelle auftaucht, sucht Lambert ihn auf. Er findet ihn blutüberströmt und verarztet ihn. Bei einem zweiten Treffen von Bensoussan und Lola schlafen beide miteinander und fahren anschließend auf einem gestohlenen Motorrad durch Paris. Als sie von der Polizei angehalten werden, weil sie keinen Helm tragen, schlägt Bensoussan den Polizisten und flüchtet. Lola trennt sich von ihm. Bensoussan erzählt Lambert von dem Zwischenfall und gesteht ihm, dass er in Wirklichkeit mit Drogen dealt. Lambert ist es egal. Kurze Zeit später entdeckt Bensoussan, dass sein Drogenversteck geleert wurde. Er steht nun bei Rachid hoch in der Schuld. Verzweifelt taucht er bei Lambert auf, der ihm alles Geld aus seiner Kasse gibt und zudem anbietet, den Rest von seinem Gehalt aufzubringen. Am Abend erscheint Bensoussan panisch bei Lambert. Er wird von zwei Männern verfolgt, die ihn schließlich an ihren Motorrädern hinter sich herschleifen und dabei schwer verletzen. Lambert übergießt beide mit Benzin. Die beiden Männer rasen in einen anderen Wagen; es kommt zu einer Explosion. Bensoussan wiederum stirbt in Lamberts Armen.
Kurz darauf trifft Lambert auf Inspektor Bauer, der ihn zum Unfallhergang befragt. Lambert gibt an, dass das Motorrad der beiden Männer offensichtlich außer Kontrolle geraten war. Er nimmt Urlaub und sucht das Chez Rachid auf, das von Rachid geleitet wird. Anschließend begibt er sich in die Punk-Disko Gibus, in der er Lola findet. Er erzählt ihr, dass Bensoussan tot ist und dass er ihre Hilfe braucht, um den Mörder Mahmoud, einen Handlanger Rachids, zu finden. Erst lehnt sie eine Zusammenarbeit ab, kommt dann jedoch nachts zu ihm. Sie findet heraus, wo Mahmoud wohnt, und Lambert erschießt ihn. Am nächsten Morgen ist Lola immer noch bei Lambert. Er wirft sie raus. Bauer erscheint. Er spricht Lambert auf seine Vergangenheit als Polizist an, doch hat der mit seiner Vergangenheit abgeschlossen. Lambert erfährt, dass seine Vertretung an der Tankstelle von Rachids Männern gefoltert und getötet wurde. Offensichtlich wollten die Männer eigentlich ihn ermorden. Zudem deutet Bauer an, dass das Phantombild des Mörders Mahmouds ihm ähnlich sehe. Bauer geht, als Lola erscheint. Sie stellt sich ihm als Lamberts Geliebte vor und bleibt auch, als Lambert sie erneut wegschicken will. Nachts macht sich Lambert auf zu Rachid, den er beim Schließen seiner Bar abpasst, ins Ladeninnere zwingt und dort erschießt. Anschließend legt er im Chez Rachid Feuer. Bauer erscheint kurz darauf erneut bei Lambert. Er ist überrascht, dass der Drogenring, den die Polizei seit Jahren zerstören will, nun durch einen Unbekannten auf diese Weise gesprengt wurde. Er berichtet Lambert von einem Gewissen Sylvio, der wiederum Zuträger der Drogen für Rachid war. Er nennt ihm die Adresse, doch gibt Lambert vor, sich nicht für Sylvio zu interessieren. Als Bauer ihn offiziell befragt, wo er in der Nacht von Rachids Tod war, gibt Lola ihm ein Alibi: Beide hätten die ganze Nacht miteinander geschlafen.
Am nächsten Abend geht Lambert zu Sylvio, tötet den verängstigten jungen Mann jedoch nicht, sondern spuckt ihn nur an. Die Nacht verbringt er mit Lola, der er vom Tod seines Sohnes erzählt. Er sei damals ein harter Cop gewesen, der seinen Sohn drastisch bestraft habe, als er mit 16 Jahren angefangen habe, Drogen zu nehmen. Sein Sohn sei eines Tages abgehauen und wenig später infolge einer Überdosis gestorben. Seither sei er im Inneren tot und sehne sich seinem Ende entgegen. Am nächsten Morgen gehen beide aus dem Haus. Lola kehrt kurz in die Wohnung zurück und sieht bei ihrer Rückkehr, wie Lambert im Hauseingang stehend von der Straße aus erschossen wird. Schreiend eilt sie zu ihm, greift sich seine Pistole und beginnt ihrerseits, im Hauseingang stehend Schüsse abzugeben.

## Produktion
Am Rande der Nacht beruht auf dem Roman Tchao Pantin von Alain Page, der auch am Drehbuch beteiligt war. Der Film wurde in Paris gedreht. Die Kostüme schuf Sylvie Gautrelet, die Filmbauten stammen von Alexandre Trauner. Der Film lief am 21. Dezember 1983 in den französischen Kinos an und kam am 18. Januar 1985 auch in die bundesdeutschen Kinos.

## Kritik
Der Spiegel befand 1985, dass der Film eine „schwache Geschichte“ und an den Haaren herbeigezogen sei. Coluche agiere „mit immer gleichem Stierblick und mit versteinertem Gabinismus.“ Für Prisma war Am Rande der Nacht ein „äußerst spannende[r] französische[r] Kriminalfilm“ und für Cinema „klasse gespielt und authentisch schmutzig“.

## Auszeichnungen
Am Rande der Nacht gewann 1984 fünf Césars: in den Kategorien Bester Hauptdarsteller (Coluche), Bester Nebendarsteller (Richard Anconina), Bester Nachwuchsdarsteller (Richard Anconina), Beste Kamera (Bruno Nuytten) und Bester Ton (Jean Labussière, Gérard Lamps). Zudem war er für sieben weitere Césars nominiert: in den Kategorien Bester Film (Claude Berri), Beste Nebendarstellern (Agnès Soral), Beste Nachwuchsdarstellerin (Agnès Soral), Beste Regie (Claude Berri), Bestes adaptiertes Drehbuch (Claude Berri), Beste Filmmusik (Charlélie Couture) und Bestes Szenenbild (Alexandre Trauner).